# Zaćmienie Słońca z 15 maja 1836

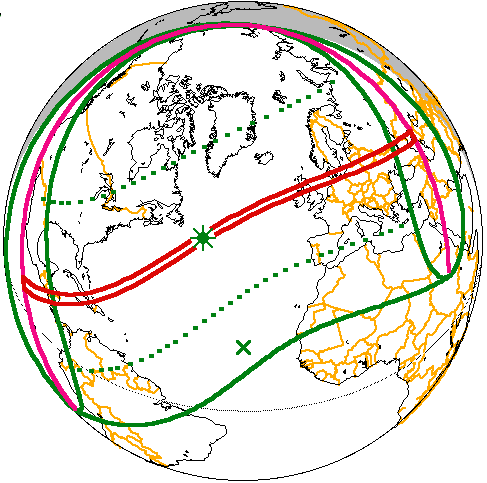
Zaćmienie Słońca z 15.05.1836

Obrączkowe zaćmienie Słońca z 15 maja 1836 – zaćmienie widoczne w wąskim pasie od Ameryki Środkowej przez Karaiby, Ocean Atlantycki i Szkocję po Europę Środkową i Morze Kaspijskie. Swoje maksimum zaćmienie osiągnęło nad Oceanem Atlantyckim, gdzie faza centralna trwała 4 minuty 47 sekund. Zaćmienie widoczne było jako częściowe na większości obszaru Ameryki Północnej, w całej Ameryce Środkowej, w północnej części Ameryki Południowej, w Arktyce oraz w całej Europie i Afryce Północnej.
Było to ostatnie obrączkowe zaćmienie Słońca widoczne na ziemiach polskich.